# Madone Litta
Pour les articles homonymes, voir Litta.
La Madone Litta (en italien : Madonna Litta) est un tableau exécuté vers 1490 représentant une Vierge à l'Enfant allaitant (Madonna del latte). Conçu par Léonard de Vinci, l'exécution finale sur panneau est attribuée soit à Giovanni Antonio Boltraffio soit à Marco d'Oggiono et était destinée à une commande princière.
Désormais sur toile, l'œuvre est conservée dans les collections du musée de l'Ermitage de Saint-Pétersbourg.

## Description
On voit une femme se tenant debout et donnant le sein à un bébé nu. Il s'agit d'une représentation de la Vierge allaitant Jésus enfant. La Vierge porte des habits de l'époque Renaissance italienne. Tenant le bébé, elle se tient devant une construction ouverte par deux fenêtres donnant sur un paysage. L'enfant tête et tient d'une main le sein, de l'autre un chardonneret.

## Histoire du tableau

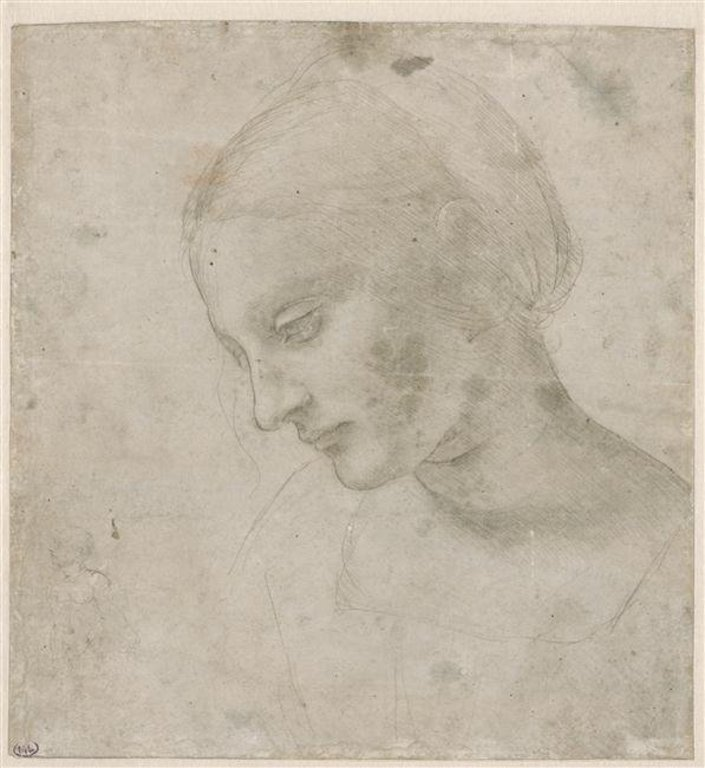
Léonard de Vinci, Tête de jeune femme, Paris, musée du Louvre. Une étude de la main de Léonard extraite du Codex Vallardi.

L'œuvre étant attribuée à Léonard et à ses élèves, elle a vraisemblablement été conçue à Milan, en Lombardie, à la cour de la famille Visconti, sous la direction de Léonard lui-même, qui s'installe dans cette ville en 1482. La composition est postérieure à celle de la Madonna Benois (1478) et les techniques des deux tableaux diffèrent. L'artiste a utilisé ici la détrempe, une technique qui ne convenait pas aussi bien aux effets subtils du sfumato que lorsque l'on travaille avec de l'huile.
Trois études préparatoires, l’une — Tête de femme presque de profil, de Léonard de Vinci —, à Paris au musée du Louvre et les deux autres — attribuées à Boltraffio —, à l'Institut néerlandais de Paris et aux Musées d'État de Berlin[Lequel ?] confortent la théorie qui s’est esquissée ces dernières années : Léonard aurait conçu le cadre général de la composition, et l’un de ses élèves aurait été chargé de peindre le tableau. On ne retrouve pas en effet dans le tableau « l'intériorité de l'expression, ni l'extraordinaire économie du tracé » de l'étude du Louvre.
L'on sait qu'en 1495, le panneau est pour la première fois restauré (ou préparé pour être encadré et exposé sous la forme d'un autel) par un inconnu à Milan. Pendant près de trois siècles, il est difficile de suivre la trace de ce tableau.
On peut suivre avec certitude l’histoire de la Madone Litta à partir de 1784, quand le prince Alberico de Belgioioso d'Este l’achète à un certain Giuseppe Rho [?]. En 1813, à la mort du prince, elle entre dans les collections de la famille Litta (d’où elle tire son nom) à Milan. En 1865, le duc Antonio Litta la vend au tsar Alexandre II pour l'Ermitage. À cette occasion, elle est transposée sur toile, ce qui a altéré son état.

## Analyse critique

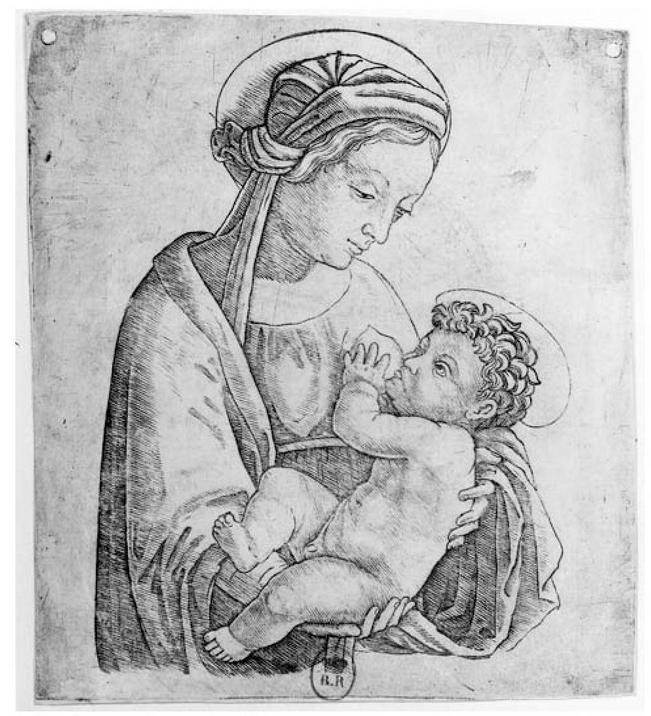
Madone à l'Enfant, épreuve au burin de Zoan Andrea [?] exécutée sur une plaque dont l'envers comporte une gravure qui représenterait Andrea Mantegna (BnF).

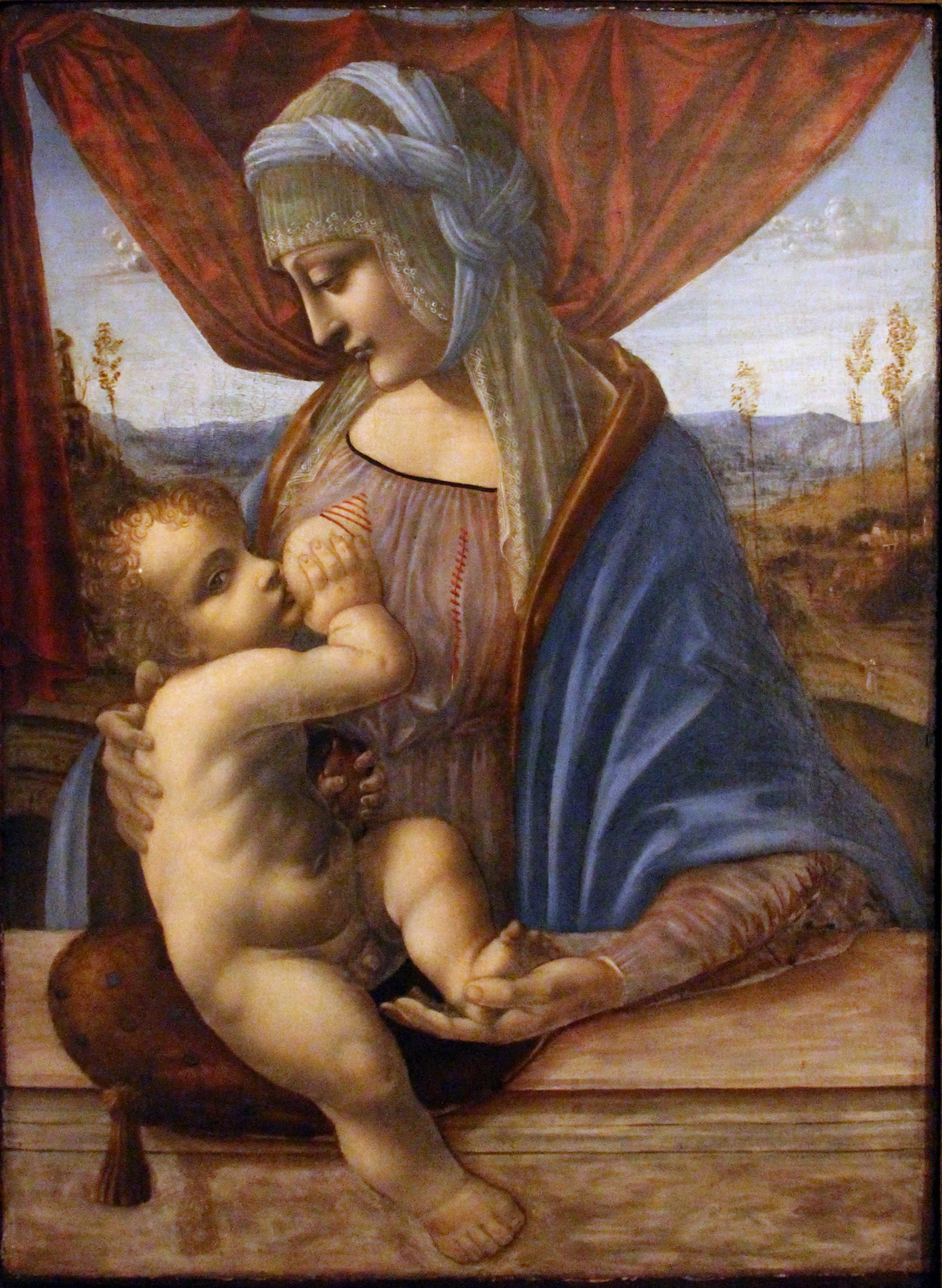
Vierge du lait (vers 1500-1510) attribuée à Bernardino de Conti ou à un peintre lombard (Milan, musée Poldi Pezzoli).

Une Madonna del latte est gravée au début du XVIe siècle à la manière mantegnesque et d'après Léonard (ci-contre) : le lien avec la Madona Litta a été établi assez tôt sans que l'on puisse en tirer de conclusion sinon que le tableau a peut-être été reproduit en gravure. 
Dans ses Notizia d'opere, Marcantonio Michiel écrit avoir vu en août 1543 une Vierge allaitant de Léonard de Vinci dans la collection des Contarini, patriciens de Venise. Toutefois, l'inventaire de Giacomo Contarini (1536-1595) dressé en 1599 puis en 1736, comporte à chaque fois la mention suivante : « una Madonna con bambin in tavola scola del Zambelin senza soaza » ; Michel Hochmann (1987) estime que cette « Madone contarinienne » provient de l'école de Giovanni Bellini (Zambellin en vénitien), et demeure soit perdue, soit présente en Italie (à Brera ou à la Ca' d'Oro). Le lien entre Bellini et Mantegna est par ailleurs connu.
Quant à La Madone de Laroque, tableau découvert dans le sud de la France en 1998, l'inventaire Contarini donne bien une Madone à l'Enfant avec Jean-le-Baptiste, mais cette œuvre, parfaitement identifiée, est de Giuseppe Porta dit Salviati.

## Interprétation

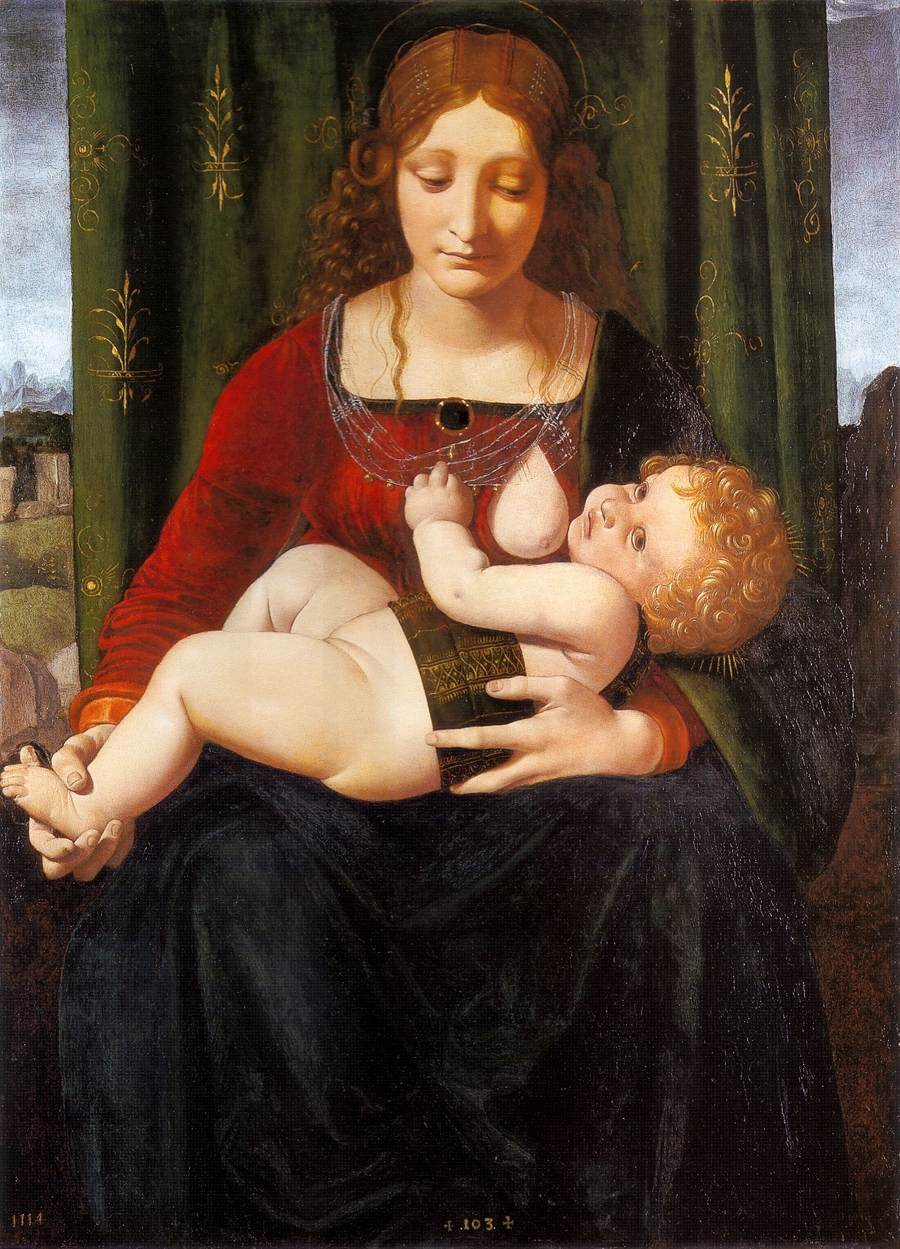
Giovanni Antonio Boltraffio, Vierge et l'Enfant (vers 1493-1499), Londres, National Gallery.

Le thème de la Vierge allaitant se retrouve aussi bien dans les lieux de culte publics (Andrea Pisano pour l'église Santa Caterina de Pise, Ambrogio Lorenzetti pour le couvent augustinien de Lecceto) que pour un usage votif privé (toute la série de médaillons peints par l‘atelier de Hans Memling « qui étaient suspendus dans la chambre ou dans le lit à baldaquin comme un talisman religieux. »). Pour la Madonna Litta, il est difficile de trancher faute de documents, mais le petit format du tableau fait plutôt penser à un usage privé.
Comme souvent dans les Madonne del latte, L’Enfant Jésus tient dans sa main gauche un chardonneret captif, symbole de la Passion. L’expression de la Vierge a été travaillée avec une attention toute particulière comme le montre le dessin préparatoire de Léonard de Vinci du musée du Louvre. Elle est empreinte à la fois de tendresse maternelle et de gravité. C’est qu’elle traduit la double nature du Christ, que la Vierge regarde à la fois comme son enfant et comme le fils de Dieu.
La composition montre une grande familiarité avec toute l'œuvre de Léonard. Le visage de la Vierge reprend l’idéal de beauté féminin créé par son maître Andrea del Verrocchio, « les mêmes paupières tombantes, le même visage délicatement modelé ». Le visage de la Vierge est presque de profil, donnant ainsi l'impression qu'il se tourne vers l'Enfant. Le paysage, avec les montagnes dans le lointain, est typique des recherches de perspective aérienne de Léonard. La complexité de la coiffe, son mouvement annonce les études de Léonard pour la Sainte Anne et la Léda. Mais l’exécution générale diffère de la main du maître.
En effet, la réalisation dans son ensemble, plus sensible au finito que Léonard, l’exécution du paysage, plus sèche, trahissent la main d’un élève de Léonard plutôt que celle du maître lui-même. 
Le nom le plus souvent proposé pour identifier l'élève exécuteur de la composition peintre est celui de Giovanni Antonio Boltraffio, alors que David Alan Brown préfère y voir quant à lui un travail de Marco d'Oggiono.